# ホシクサ属
ホシクサ属（Eriocaulon）は単子葉植物綱イネ目ホシクサ科に分類される植物群である。熱帯及び亜熱帯を中心に世界五大陸に分布域を持ち、現在までに約400種が報告されている。

## 概要
ホシクサ属の多くは水田や湿地帯、池沼や河川などの温暖で湿潤な地域に自生している。茎が立ち上がるものもあるが、ほとんどはごく短く、線形の葉をロゼット状に広げる。花期には多数の花茎を出す。花茎は分枝せず、先端に単独の花序をつける。花は密集して頭状、個々の花は外見では区別しがたい。花序の外側には総苞片がある。短くて花序からでないものもあるが、一部の種では長く突き出し、そのような姿の種はイヌノヒゲの名で呼ばれている。
ホシクサ（星草）は、日本に自生するシラタマホシクサのような種の多角形の花序が、星のように見える容姿から付けられた。またホシクサが群生して開花する光景が、星空のように見えるのが由来ともいわれる。金平糖草（コンペイトウグサ）、水玉草（ミズタマソウ）など複数の別名がある。

## 日本のホシクサ属
日本にはホシクサ属の植物が約40種あると言われており、非常に分類が進んでいる。固有亜種なども多く記載され、地域の環境に特化した種の報告も多い。ただし、ほとんどが外形ではよく似ており、外見での同定は難しい。正しい同定には花序を解剖して顕微鏡で観察する必要がある。
日本のホシクサ属の多くは湿地帯に自生しており、水田にもよく出現した水田雑草でもある。そのため農薬の散布により広大な生育環境が失われた。群生する姿が美しいことからメディアでたびたび取り上げられるシラタマホシクサは環境省のレッドデータブックで絶滅危惧Ⅱ類に指定されている。
それらの固有亜種や個体群などは環境の変化に非常に脆弱であり、現在までにタカノホシクサの絶滅が報告されている。ヒュウガホシクサは約50年前に絶滅したと考えられていたが、近年宮崎県の湿原での自生が確認され、2017年に公表された環境省のレッドリストでは絶滅危惧IA類(CR)と評価された。
また固有亜種だけでなく日本国内広域に分布する種の多くでも絶滅が危惧されており、危機的状況にある。

## 観賞用としてのホシクサ

### 園芸
山野草園芸にて、観賞用に栽培されることがある。日本産のシラタマホシクサ、ホシクサ、クロホシクサ、ゴマシオホシクサ、イトイヌノヒゲなどが主に流通する。
また姿がよく似たホシクサ科の別属であるシンゴナンサス属も流通する場合がある。

### アクアリウム
アクアリウムにて、日本産を含む世界各地のホシクサ属が、観賞用に栽培されることがある。
ホシクサ属以外のホシクサ科であるトニナ属やシンゴナンサス属、パエパランツス属等の種も流通し、概してアクアリウムでは「ホシクサ」と呼ばれることが多い。
背丈の低い前景水草として水中に植えられ、一部の種ではしばしば水槽内でも開花結実する。頭花に子株をつけることも珍しくない。一方で殆どアクアリウムの環境下で開花結実しない種もある。栽培が簡単な種もあるが、難しい種も少なくない。水質の好みが激しく日本の多くの地域の水道水が栽培に適さない種もある。水中葉を萎縮させず綺麗に成長させるには、ソイルなどを用いできるだけ明るい照明で水中に二酸化炭素を添加する栽培方法が有効である。pHは低めに保った方が栽培が容易となる。一年草である種の場合水槽内で長期間栽培することは難しく、種を回収して蒔き栽培する。

## 日本に自生する種一覧

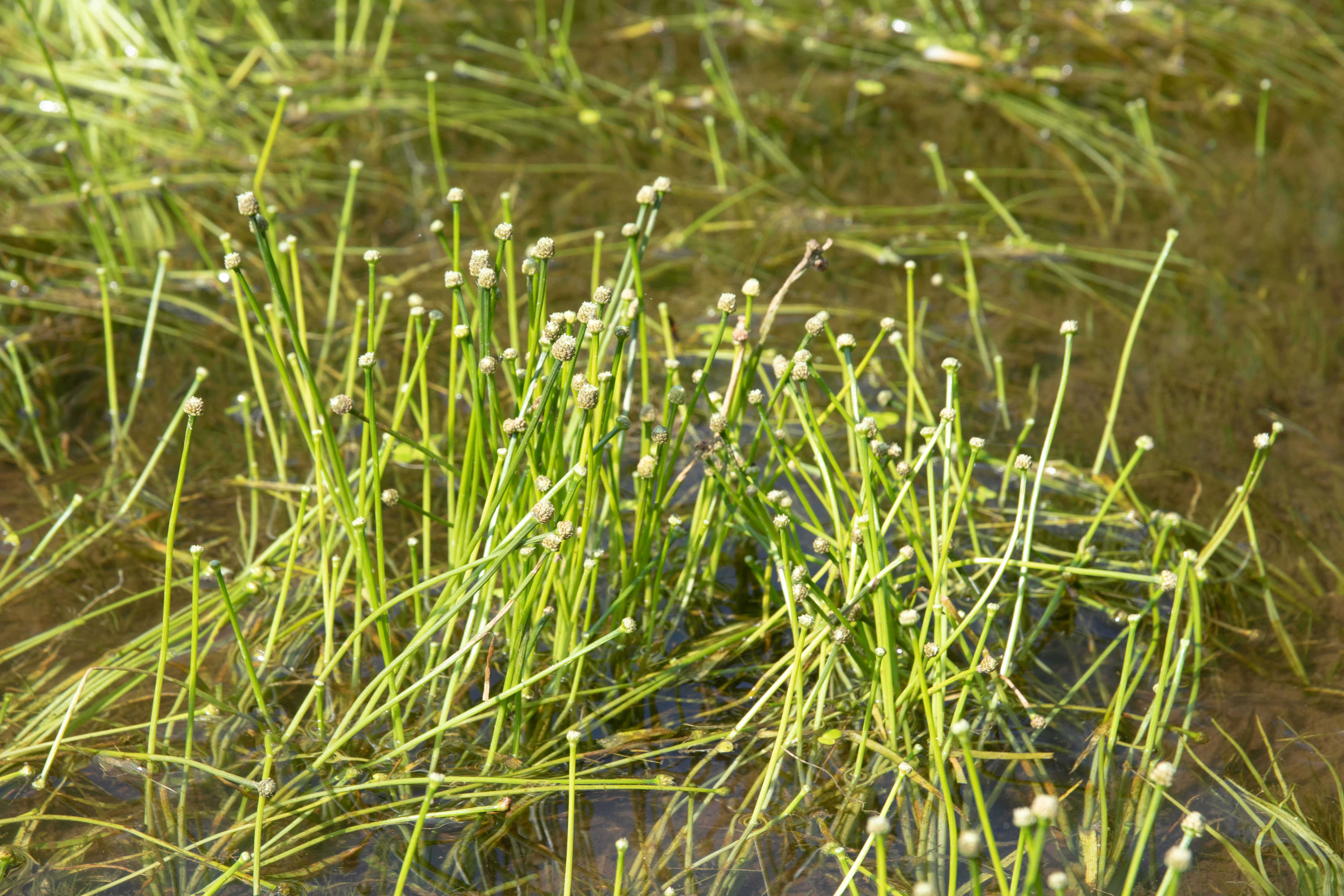
コシガヤホシクサ 野生絶滅(EW)
（茨城県・筑波実験植物園）

- アズマホシクサ Eriocaulon takae
- アズミイヌノヒゲ E. mikawanum ssp. azumianum
- アマノホシクサ E. amanoanum
- イズノシマホシクサ E. zyotanii
- イトイヌノヒゲ E. decemflorum
- イトホシクサ E. nanellum
- イヌノヒゲ E. miquelianum
- イヌノヒゲモドキ E. sekimotoi
- エゾイヌノヒゲ E. perplexum
- エゾホシクサ E. monococcon
- オオシラタマホシクサ E. sexangulare L.
- オオホシクサ E. buergerianum
- オオムラホシクサ E. omuranum
- オキナワホシクサ E. miquelianum var. lutchuensis
- カラフトホシクサ E. sachalinense
- ガリメギイヌノヒゲ E. tutidae
- クシロホシクサ E. kusiroense
- クロイヌノヒゲ E. atrum
- クロイヌノヒゲモドキ E. atroides
- クロホシクサ E. parvum
- ケイヌノヒゲ E. hondoense f. pilosum
- コイヌノヒゲ E. desemflorum var. desemflorum
- コケヌマイヌノヒゲ E. satakeanum
- コシガヤホシクサ E. heleocharioides
- コヌマイヌノヒゲ E. nanellum var. piliferum
- ゴマシオホシクサ E. senile
- サイコクホシクサ E. kiusianum
- サイコククロイヌノヒゲ E. atrum var. intermedium
- シラタマホシクサ E. nudicuspe
- シロイヌノヒゲ E. sikokianum
- シロエゾホシクサ E. pallescens
- スイシャホシクサ E. nigrum var. suishaensis
- タカノホシクサ E. cauliferum 絶滅
- タカユイヌノヒゲ E. miquelianum
- ツクシクロイヌノヒゲ E. nakasimanum
- ナガトホシクサ E. sikokianum var. piliphorum
- ナスノクロイヌノヒゲ E. nasuense
- ナントウホシクサ E. nantoense
- ニッポンイヌノヒゲ E. hondoense
- ネムロホシクサ E. glaberrimum
- ノソリホシクサ E. nanellum var. nosoriense
- ハライヌノヒゲ E. ozense
- ヒュウガホシクサ E. seticuspe
- ヒロハイヌノヒゲ E. robustius
- ホシクサ E. cinereum
- ホシザキイヌノヒゲ E. hondoense f. stellatum
- マツムライヌノヒゲ E. sikokianum var. matsumurae
- ミカワイヌノヒゲ E. mikawanum
- ミヤマヒナホシクサ E. nanellum
- ヤクシマホシクサ E. hananoegoense
- ヤシュウイヌノヒゲ E. sekimotoi f. glabrum
- ヤマトホシクサ E. japonicum var. platyphyllum
- ユキイヌノヒゲ E. dimorphoelytrum